# Bobrowska Wola
Bobrowska Wola – wieś w Polsce położona w województwie świętokrzyskim, w powiecie włoszczowskim, w gminie Kluczewsko.
W latach 1975–1998 miejscowość administracyjnie należała do województwa piotrkowskiego.
W wieku XIX Bobrowska Wola wymieniana jest jako wieś w powiecie koneckim, gminie Dobromierz, parafii Stanowiska. 
Wierni Kościoła rzymskokatolickiego należą do parafii św. Jakuba w Stanowiskach.